# Кирил III Пловдивски
Кирил (на гръцки: Κύριλλος, Кирилос) е гръцки духовник, митрополит на Вселенската патриаршия.

## Биография
Служи като дякон на митрополит Мелетий Никомидийски (1776 – 1783, 1791). През февруари 1780 година е избран и по-късно ръкоположен за митрополит на Пловдив. При управлението му в 1783 година е изграден отново храмът „Света Марина“.
Умира в Пловдив в 1808 година.